# Abysmal Grief
Gli Abysmal Grief sono un gruppo musicale gothic metal italiano, formatosi a Genova nel 1996.

## Storia

### 1996-2000: Gli esordi
Il gruppo viene fondato nell'autunno del 1996 dal polistrumentista Regen Graves, ispirandosi a gruppi come Death SS, Paul Chain Violet Theatre, Black Hole, The Black, Jacula, Devil Doll, Mortuary Drape, e unendo alla proposta musicale argomenti inerenti principalmente l'Esoterismo e la Morte, con rimandi letterari e filosofici ad autori quali Eliphas Levi, Allan Kardec e Aleister Crowley. Stilisticamente il genere musicale proposto riprende i canoni tipici del doom metal, con l'aggiunta di tastiere e sintetizzatori nello stile delle colonne sonore horror, elemento questo che diventerà un marchio distintivo per il gruppo durante tutta la sua carriera.
Il primo lavoro ufficiale è il demo Funereal auto-pubblicato in sole 300 copie a marzo del 1998 e registrato a Genova nello studio musicale New Musical Box di Osvaldo Giordano, in cui erano stati precedentemente prodotti i dischi dei Malombra e de Il Segno del Comando (coi quali lo stesso Regen Graves collaborerà un anno dopo in veste di chitarrista). La proposta musicale risente fortemente anche di elementi tipici del black metal, soprattutto per il largo uso di parti vocali in screaming.
Dopo pochi mesi dalla pubblicazione del demo, il gruppo si esibisce per la prima volta dal vivo con la formazione definitiva di supporto a The Black, al Gothic Club di Genova. L'anno dopo verrà distribuita in pochissime copie un'altra cassetta demo, intitolata Mors Te Audit, incisa in presa diretta con un registratore portatile nella sala prove degli Abysmal Grief, e destinata inizialmente solo al reclutamento di nuovi membri.

### 2000-2012: Gli Abysmal Grief e la Horror Records
Il 2000 vede poi l'uscita del singolo Exsequia Occulta/Sepulchre of Misfortune, grazie al quale gli Abysmal Grief ottengono il loro primo ingaggio discografico da parte dell'etichetta danese Horror Records, con la quale collaboreranno a più riprese fino al 2017, anno della sua chiusura.
Dopo aver pubblicato due 45 giri e il mini-LP Mors Eleison vengono contattati dalla Black Widow Records di Genova, che offre loro l'opportunità di pubblicare il primo vero e proprio album omonimo nel 2007
La formazione è quella che poi rimarrà fino ai giorni d'oggi, con Labes C. Necrothytus alla voce e tastiere, Regen Graves alle chitarre (e temporaneamente anche batteria), e Lord Alastair al basso, mentre dal vivo si succederanno sempre e solo batteristi in veste di turnisti, fino al ritorno nel 2013 del batterista della formazione originale Lord of Fog in pianta stabile. In questi anni il gruppo si esibisce in pochissime occasioni dal vivo, nelle quali espone sul palco lapidi e croci provenienti dai cimiteri, e lanciando vermi vivi sul pubblico.
Nel 2006 il gruppo si esibisce per la prima volta fuori dai confini dell'Italia, durante un festival a Itzehoe in Germania. Dopo un paio di singoli viene pubblicato nel 2009 il secondo album "Misfortune", che segna però anche la definitiva separazione dalla Black Widow Records.
Da questo momento, grazie al buon successo del disco, il gruppo avvia un'intensa attività live, soprattutto in Europa, suonando a fianco di nomi quali Mayhem, The Devil's Blood, Necros Christos, Mortuary Drape, Acid Witch, Absu, Primordial e altri.

### 2013-2018: Gli Abysmal Grief e la Terror from Hell Records

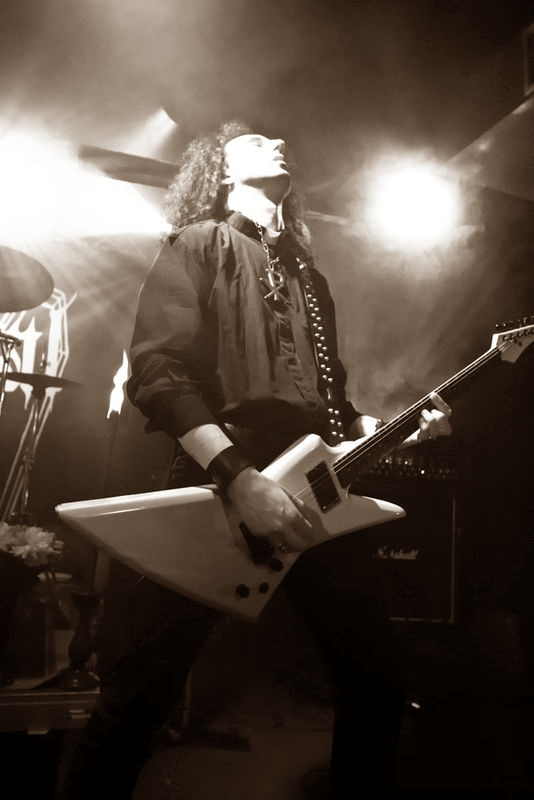
Regen Graves dal vivo (2014)

Nel 2013 viene pubblicato, in collaborazione tra la Horror Records e l'italiana Terror From Hell Records, il terzo album Feretri, grazie al successo del quale il gruppo parte per il suo primo tour europeo in veste di headliner, che comprenderà, tra le altre, la partecipazione al festival "Heavy Days in DoomTown" a Copenaghen nel 2015.
Questo si può considerare l'ultimo lavoro in cui Graves si occupa anche della batteria, poiché a partire dal successivo Strange Rites of Evil (2015) il lavoro dietro alle pelli verrà definitivamente assegnato al batterista della formazione originale, Lord of Fog (che nel frattempo aveva militato in Spite Extreme Wing, Detestor e Sacradis) sia per i lavori in studio che per l'attività dal vivo.
Da segnalare, durante il tour europeo di "Strange Rites of Evil", la partecipazione come headliners sul palco del Het Patronaat al Roadburn Festival a Tilburg nei Paesi Bassi, su invito di Lee Dorrian.
Il 2016 vede la celebrazione del ventennale di attività degli Abysmal Grief, e per l'occasione viene pubblicata la raccolta su CD di tutti i singoli della band, intitolata Reveal Nothing..., disponibile sia in edizione standard che all'interno di un cofanetto dipinto a mano in tiratura limitata a 100 copie e contenente, oltre a vari gadget per collezionisti, anche un sacchetto con vera terra di cimitero (le copie destinate all'esportazione in America conterranno invece del normale incenso, per motivi doganali).
Il tour promozionale si svolge insieme ai veronesi Epitaph, con i quali viene realizzato anche uno split 12" edito dall'etichetta tedesca High Roller.
Dopo un anno di pausa dai concerti, esce a gennaio 2018 il quinto album della discografia, intitolato "Blasphema Secta": un lavoro in cui le tematiche sono incentrate più marcatamente sul satanismo e sulla blasfemia, e che viene registrato per la prima volta fuori dallo studio di proprietà della band, seppur ancora mixato e prodotto da Regen Graves (che si occuperà in prima persona anche dell'artwork di copertina, utilizzando uno dei suoi quadri a tecnica mista). L'album vede la partecipazione di Sandra Silver, cantante e performer attiva in precedenza al fianco di Paul Chain nel corso degli anni novanta. Nello stesso periodo la band viene più volte menzionata all'interno di volumi dedicati ai più rappresentativi gruppi Doom internazionali.

### 2019-2022: La Sun & Moon Records
Questo disco segna anche l'inizio della collaborazione con la casa discografica rumena Sun & Moon Records, e la realizzazione di un doppio tour europeo di 28 date che incluse la partecipazione al Brutal Assault Festival in Repubblica Ceca, insieme ai Goblin di Claudio Simonetti.
Alla fine del tour, a causa di dissidi interni, il gruppo deciderà di prendersi un lungo periodo di pausa (interrotto solamente da uno split con gli Abhor nel 2019), nel quale Regen Graves collabora ad alcuni lavori di Tony Tears e Runes Order e si dedica alla realizzazione di due album solisti di musica Dark Ambient, oltre a preparare la raccolta "Dedication to the Occult and the Weird": un cofanetto contenente tre cassette con materiale inedito, brani dal vivo, improvvisazioni e covers di colonne sonore di Fabio Frizzi, uscito in edizione limitata alla fine del 2020.
Il 2 novembre 2021 il gruppo pubblica il suo sesto album in studio, intitolato Funeral Cult of Personality.

### 2023: Gli Abysmal Grief e Avantgarde Music
Nel 2023 gli Abysmal Grief iniziano la collaborazione con l'etichetta italiana Avantgarde Music di Roberto Mammarella, per la quale vengono pubblicati nello stesso anno la compilation di inediti e rarità "Despise The Living, Desecrate The Dead" e il disco dal vivo "Narcissistic Necrophiles" (contenente la registrazione completa dello show tenutosi al Metal Magic Festival di Fredericia nel 2013). Nello stesso periodo il batterista Lord of Fog lascia la band e viene sostituito da Vèsperus Haldegorr.

## Stile
Pur venendo comunemente inseriti all'interno del genere doom metal, lo stile e la struttura delle composizioni degli Abysmal Grief presentano caratteristiche inquadrabili nei generi gothic e ambient: ciò è dovuto principalmente al largo uso delle tastiere (in primis organo liturgico e clavicembalo) alle quali viene assegnato il compito di supportare quasi sempre le chitarre per tutta la durata delle canzoni, di lunghezza quasi mai inferiore ai sette minuti. Parallelamente a queste, all'interno di ogni album sono sempre presenti intermezzi o brani più lunghi creati col solo utilizzo di sintetizzatori e/o campionamenti di funzioni religiose, nel tipico stile delle composizioni di matrice Dark Ambient.
Un altro elemento sostanziale che allontana gli Abysmal Grief dagli standard del doom più tradizionale è il duplice uso delle parti vocali sia baritonali (con chiari riferimenti a cantanti quali Andrew Eldritch, Carl McCoy o Peter Steele) che in screaming (tipicamente Black Metal), caratteristica questa assai poco comune sia all'interno del Doom che del gothic metal. Questo è ciò che afferma al riguardo il chitarrista Regen Graves:
(R.Graves)
A livello concettuale le composizioni degli Abysmal Grief trattano quasi esclusivamente il tema dell'occultismo e della necromanzia, con riferimenti più o meno espliciti a rituali o a esperienze personali e con un'accezione sempre negativa e tendente alla blasfemia e all'anticristianesimo. Agli esordi della band le tematiche prendevano spunto prevalentemente dal genere horror, sia cinematografico che letterario, per poi indirizzarsi a seconda dei concept verso argomentazioni più esplicitamente esoteriche e filosofiche di matrice crowleyana e laveyana.

## Formazione attuale
- Regen Graves (chitarra, tastiere, sintetizzatori, batteria)
- Labes C.Necrothytus (voce, tastiere)
- Lord Alastair (basso)
- Flux Mörtis (tastiere live)
- Vésperus Haldegorr (batteria live)

## Ex membri
- Lord of Fog (batteria, 1996/1998 - 2013/2022)
- Alexander Baël (batteria, 2008/2010)
- Dorian Deminstrel (batteria, 2010/2012)
- Tony Tears (basso, 1999)
- Garian (voce, 1997/1998)
- Tristan Yule (batteria, 1998/1999)
- William Blissett (batteria, 2005/2008)

## Discografia

### Album in studio
- 2007 – Abysmal Grief
- 2009 – Misfortune
- 2013 – Feretri
- 2015 – Strange Rites of Evil
- 2018 – Blasphema Secta
- 2021 – Funeral Cult of Personality

### Demotapes
- 1998 – Funereal
- 1999 – Mors Te Audit

### Singoli
- 2000 – Exsequia Occulta
- 2002 – Hearse
- 2004 – Creatures From The Grave (split 7" con Tony Tears)
- 2009 – Brides of The Goat (split 7" con Denial of God)
- 2009 – The Samhain Feast
- 2012 – Celebrate What They Fear

### Mini LP
- 2006 – Mors Eleison
- 2011 – Foetor Funereus Mortuorum
- 2015 – Hymn of The Afterlife (split 12" con Runes Order)
- 2016 – Dies Funeris (split 12" con Epitaph)
- 2019 – Ministerium Diaboli (split 12" con Abhor)

### Compilations
- 2014 – We Lead The Procession
- 2016 – Reveal Nothing...
- 2020 – Dedication To The Occult And The Weird
- 2023 – Despise The Living, Desecrate The Dead

### Album Live
- 2022 – Requiem Pro Defunctis
- 2023 – Narcissistic Necrophiles
- 2025 – Oratorium